# Die PARTEI
Die PARTEI (in italiano: Il PARTITO) è un partito politico tedesco fondato nel 2004 da Martin Sonneborn e Thomas Hintner, redattori della rivista satirica tedesca Titanic. La rivista è anche l'organo di stampa ufficiale del partito.
PARTEI è l'acronimo di Partei für Arbeit, Rechtstaat, Tierschutz, Elitenförderung und basisdemokratische Initiative (in italiano: Partito per il Lavoro, lo Stato di diritto, la Protezione degli animali, la promozione delle Élite e l'Iniziativa democratica dal basso).
Il leader del partito è l'ex direttore della rivista Titanic Martin Sonneborn.

## Storia

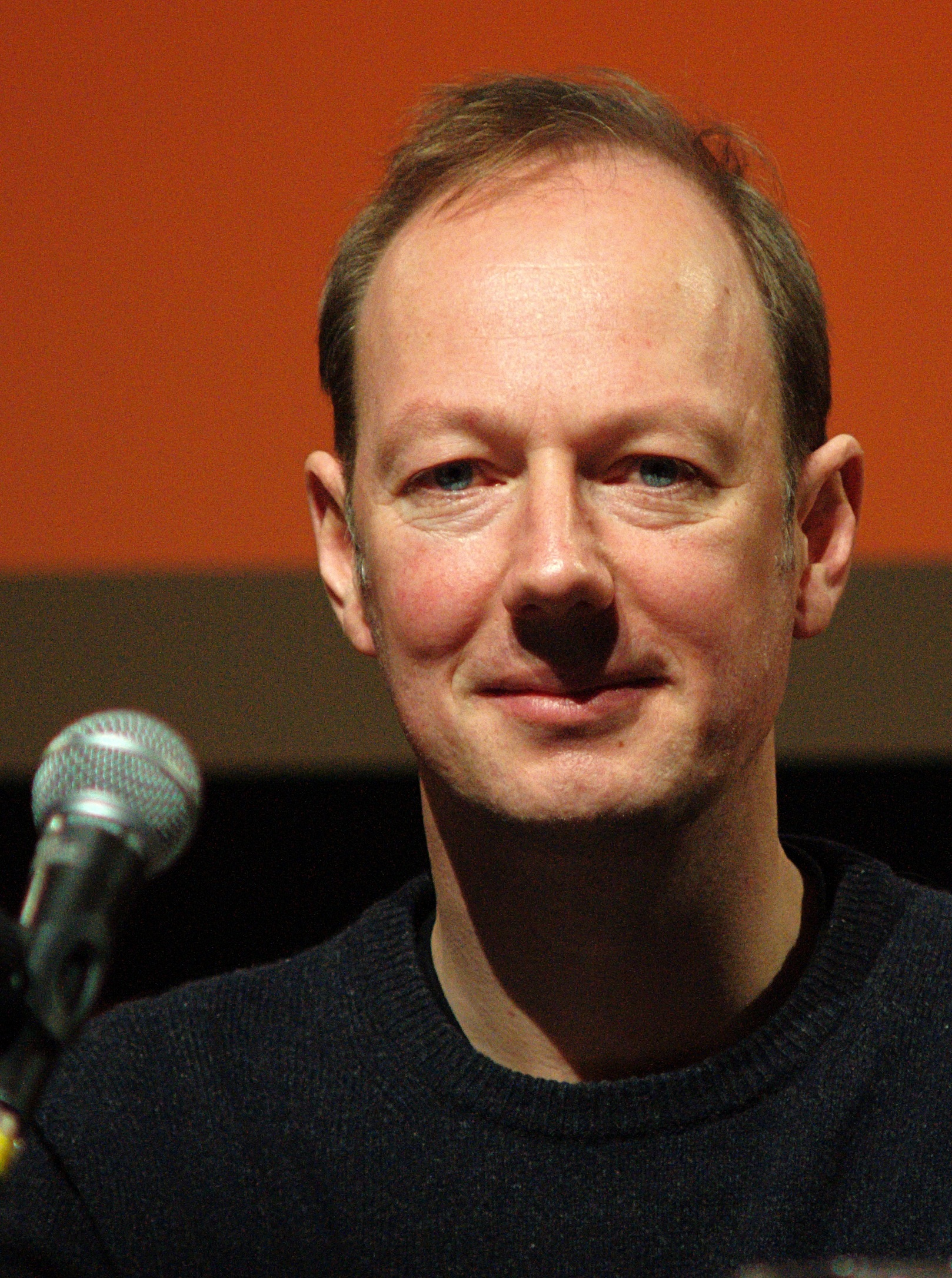
Martin Sonneborn, leader del partito.

Die PARTEI è stato fondato il 2 agosto 2004 dai redattori della rivista satirica Titanic. Dal 2005 il partito si è presentato alle elezioni federali e alla maggior parte delle elezioni statali e comunali.
Nel congresso del 2009 il consigliere del partito Leo Fischer costituì una "Piattaforma anticostituzionale" (Verfassungsfeindliche Plattform, VFP), con lo scopo di forzare l'intervento dell'Ufficio Federale per la Protezione della Costituzione. La piattaforma aveva tre obiettivi principali: l'abolizione del federalismo, l'invasione del Liechtenstein e la modifica dell'articolo 1 della Costituzione tedesca ("La dignità umana è inviolabile"), aggiungendovi un elenco dei nomi di dirigenti di televisioni pubbliche nei confronti dei quali l'articolo poteva non essere applicato.
Nel mese di maggio dello stesso anno gli esponenti del Die PARTEI marciarono in Liechtenstein dichiarandone l'invasione, allo scopo di ottenerne la democratizzazione e l'abolizione della servitù della gleba.
Nel 2009 venne negata al Die PARTEI l'autorizzazione di partecipare alle elezioni federali perché aveva un programma poco serio. Sonneborn decise così di fare ricorso alla Corte Costituzionale e lo vinse, perciò in Germania venne modificata la legge che metteva al bando i partiti introducendo la possibilità di fare ricorso.
Nel 2014 il partito si è presentato alle elezioni comunali di Dortmund con un programma che tra i suoi 5 punti prevedeva anche il divieto di trasmettere le canzoni di Justin Bieber.
Alle elezioni europee del 2014 il partito ha ottenuto 180.000 voti (lo 0,63%) ed un seggio al Parlamento europeo, grazie all'abolizione delle soglie di sbarramento da parte della Corte Costituzionale Federale tedesca. Lo slogan della campagna era: "Per l'Europa, contro l'Europa", una promessa includeva la costruzione di un muro attorno alla Svizzera.
Nelle elezioni europee del 2019 Die Partei ha ottenuto circa 900.000 voti, pari al 2,4%, e due seggi con una campagna a base di boutade, candidando omonimi di gerarchi nazisti (Goebbels, Hess, Eichmann) e con lo slogan "Ogni voto conta, persino il tuo".
Alle elezioni europee del 2024 il partito ha ottenuto 775.392 voti (1,95% dei voti), ottenendo nuovamente due seggi.

## Programma
Il programma si compone di un preambolo e di dieci sezioni. Il preambolo inizia con le parole: " Noi, i membri del PARTEI, le persone al centro delle nostre politiche" e poi cita l'obiettivo di raggiungere una "società veramente umana, cioè pacifica e giusta." Dopodiché vi sono tre sezioni introduttive sui valori fondamentali di libertà, uguaglianza e fraternità.
Il programma politico del partito si basa su 6 punti riguardanti politica del lavoro, parità di genere, politica sanitaria, politica ambientale e democrazia diretta:
- una riduzione dell'orario di lavoro;
- una distribuzione equa della ricchezza e pari opportunità di vita per tutti;
- una riforma sanitaria sostenibile;
- l'emanazione di un atto di politica per la protezione ambientale;
- l'introduzione di leggi di iniziativa popolare, referendum e plebisciti;
- una nuova Costituzione discussa e ratificata dal popolo e la sintesi degli Stati di Turingia, Sassonia, Sassonia-Anhalt, Brandeburgo e Meclemburgo-Pomerania in un unico Stato Orientale, fisicamente separato dal resto della Repubblica e chiamato "SBZ", cioè "Zona Economica Speciale" (Sonderbewirtschaftungszone).

L'ultimo punto è un chiaro riferimento al Muro di Berlino e alla "Zona di occupazione sovietica" (Sowjetische Besatzungszone), appellativo con cui si identificava l'ex Germania Est.